# Jaimie Vaes
Jaimie Joanne Vaes (Den Haag, 17 augustus 1989) is een Nederlands styliste en presentatrice die in Nederland bekend werd als de vriendin en latere verloofde van de rapper Lil' Kleine, mede door de tumultueuze relatie.

## Carrière
Ze heeft Fashion Styling en Design gestudeerd aan de Artemis Styling Academy in Amsterdam. Ze is presentatrice geweest bij MTV, waar ze het programma Just Tattoo of Us presenteerde. Tevens heeft zij haar eigen realityserie gehad op Discovery+: Jaimie: In The Vaes Lane. 
In augustus 2023 was Vaes de eerste bekende Nederlander sinds 2013 die weer in het tijdschrift Playboy als naaktmodel poseert. Datzelfde jaar was Vaes een van de deelnemers aan het 23e seizoen van het RTL 4-programma Expeditie Robinson; ze stopte vrijwillig op dag twintig door gemis van haar zoon, ze eindigde daarmee op de elfde plaats. Aan het eind van het jaar deed ze mee aan Serious Christmas. In juni 2025 was Vaes te zien in het SBS6-programma Het waren 2 fantastische dagen.

## Privéleven
Vaes woonde enige tijd op Ibiza en heeft een Indische achtergrond. Ze kreeg in mei 2017 een relatie met de rapper Jorik Scholten, bekend onder zijn artiestennaam Lil' Kleine. De twee verloofden zich in augustus 2018. Ze kregen samen zoon Lio in juli 2019. In 2020 schreef Lil' Kleine het nummer Joanne voor Vaes.
Scholten werd op 22 mei 2021 gearresteerd door de Guardia Civil op Ibiza voor verdenking van mishandeling van Vaes. De zaak werd geseponeerd. Op 13 februari 2022 werd Scholten opgepakt door de Amsterdamse politie op verdenking van mishandeling van Vaes eerder die dag. Vaes deed hierop aangifte tegen Scholten en verbrak de relatie.